# Pidžin
Pidžin (angleško pidgin) je pomožni sporazumevalni jezik; poenostavljena oblika jezika neke (navadno prevladujoče) skupine, ki ga za medsebojno sporazumevanje kot linguo franco začno uporabljati pripadniki druge (navadno podrejene, npr. sužnji) skupine. Pidžini lahko obsegajo le nekaj sto besed z zelo poenostavljeno slovnico. Večina pidžinov temelji na jezikih evropskih kolonialnih sil, angleščini, francoščini, portugalščini, španščini ali nizozemščini.
Obči strokovni izraz »pidžin« izhaja iz istoimenskega jezika (angleško pijin), na angleščini temelječega pidžina, ki je v rabi na Salomonovih otokih v Tihem oceanu in ima okrog 350.000 govorcev, od katerih ga okrog 15.000 uporablja kot materni jezik. Visoko število domačih govorcev kaže na to, da ta jezik pravzaprav ni več pidžin, ampak je prerasel v kreolščino.